# Hans Polak
Hans Polak (Genève, 20 mei 1945 – Amsterdam, 1 april 2016) was een Nederlands journalist en tv-programmamaker.
Na een afgebroken studie politicologie aan de Universiteit van Amsterdam werd Polak leerling-verslaggever bij Het Parool. Het grootste gedeelte van zijn loopbaan was hij echter verbonden aan de VARA. Polak werkte onder meer bij Achter het Nieuws, was correspondent in Amerika en heeft als documentairemaker diverse documentaires op zijn naam staan. Zo maakte hij documentaires over Kamp Duindorp (een interneringskamp voor NSB'ers), de Magneet in Scheveningen, de Millinxbuurt in Rotterdam, zanger Cornelis Vreeswijk en de krakersvrijplaats ADM op de voormalige Werf Westhaven van de Amsterdamsche Droogdok Maatschappij.
Voor het programma 26.000 gezichten maakte hij een reportage over een Roemeens-Syrisch echtpaar.

## Privéleven
Hans Polak is de vader van Sacha Polak (1982), regisseur van onder andere de film Hemel; Polak trouwde in 1999 met filmmaakster Meral Uslu. Met haar kreeg hij een zoon.
Polak overleed thuis onverwacht op 1 april 2016 in de leeftijd van 70 jaar.